# 约瑟夫·海顿
法蘭茲·約瑟夫·海頓（德語：Franz Joseph Haydn，1732年3月31日—1809年5月31日），又译海登，奥地利作曲家。海顿是继巴赫之后又一位伟大的器乐作曲家，是古典主義音樂的杰出代表，被譽稱為「交響曲之父」、「弦樂四重奏之父」和
「海頓爸爸」。
海顿出生于奥地利和匈牙利边境的一個小村莊羅勞，出身于一個贫穷的车匠家庭，27岁时受聘担任匈牙利埃施特哈齐亲王的乐长，任职达30年之久，他一生写作了108首交响曲，两部神劇《创世紀》和《四季》，同时也写作了大量的弦乐四重奏，钢琴奏鸣曲，以及一些歌剧、轻歌剧、12部弥撒曲和声乐作品。
海顿的音乐幽默、明快，含有宗教式的超脱，他将奏鸣曲式从鍵盤樂发展到弦乐重奏上，他是器乐主调的创始人，将传统对位法的独立声部完全同化了，将主题发展自行展开。后期他访问英国，接受牛津大学授予的音乐博士头衔，受到了韓德尔的影响，也受莫扎特的影响，产生旋律优美的抒情色彩，出现类似巴洛克的风格。他用弦乐四重奏代替钢琴，用管弦乐代替管风琴，创造了两种新型的和声演奏形式。
他與莫扎特和贝多芬三人为维也纳古典乐派的杰出代表，約瑟夫的弟弟米歇尔·海顿亦是作曲家。

## 生平

### 青少年
海顿出生在当时奥匈边境的一个叫做羅勞的村子，父亲是车匠也是修車師傅。尽管父母亲不识谱，但在海顿的记忆裡，一家人还有邻居们经常一起唱歌。在海顿很小的时候，人们就发现了他的音乐天赋。他五，六岁时，也就是1737或1738年，被送到海茵堡附近的亲戚家，以接受那里教堂唱诗班的训练。1740年，在当时维也纳的斯蒂芬大教堂音乐总监格奧爾格·魯特下乡选苗子的时候被相中。魯特把海顿带到了维也纳，在其后的九年里海顿一直在儿童合唱团唱歌。在最后的四年是和他的弟弟米歇爾在一起。其间海顿学习唱歌，钢琴和小提琴。魯特修改了海顿的第一首作曲，但并未给他正规教授作曲课。尽管如此，海顿还是学到了很多——主要是通过自学，另外他很小就开始享受维也纳音乐环境的熏陶。这对一个音乐家来讲是至关重要重要的。关于他是否在那时已经研习了Johann Mattheson的Der vollkommene Capellmeister和Johann Joseph Fux的Gradus ad Parnassum 历史还无定论。但这两首作品成为海顿以后成长的基石。

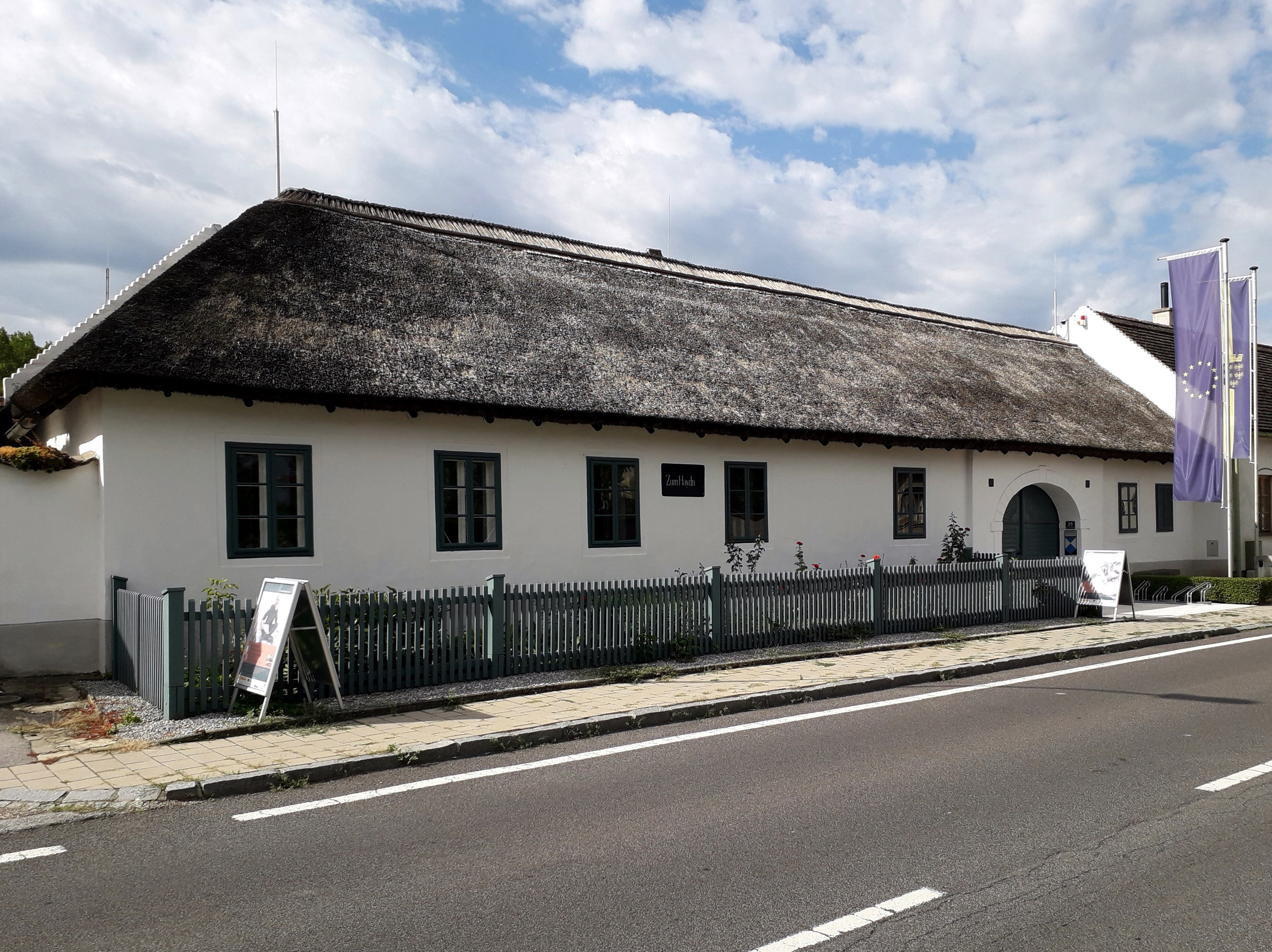
約瑟夫·海頓和米歇爾·海頓的出生地，現下奧地利州罗劳

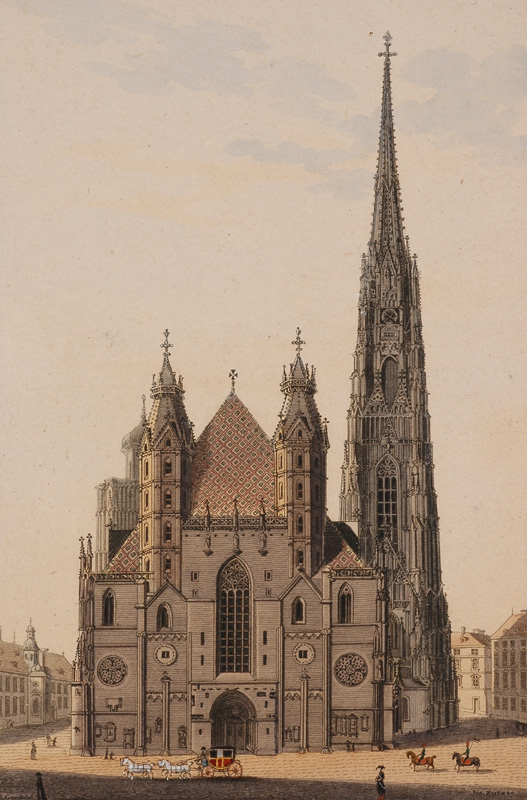
圣斯蒂芬大教堂

1749年，海顿身体已经成熟，已经无法唱出儿童合唱团要求的童声，所以被找了个藉口赶出合唱团。据说他在公园长凳上过了一夜，但随后被朋友收留，开始了他的自由音乐人的生涯。在这之后十年的艰难岁月裡，海顿做过很多不同的工作，当过意大利作曲家尼古拉·波爾波拉的随从。他努力学习，以填补自己专业上的不足之处。并写出了他的第一首四重奏和第一首歌剧。在这期间，海顿的专业造诣逐渐提高，羽翼渐丰。
从1754年海顿开始担任维也纳出生的当时10岁的Marianna Martines的钢琴教师。在他开始教她的时候Marianna Martines已经弹得很好了。海顿住在学生家，不收学费以抵房费。
大概在1757年，海顿得到了他的第一个重要职位，即担任在Pilsen的Lukavec城堡的公爵Karl von Morzin的乐长。在他担任这一位置的那些年里，他写出了第一首交响乐作品。作为乐长他指挥一个小乐队，并为之写出他的第一首交响乐，弦乐三重奏，卡萨欣（Cassation），弦乐四重奏。这些曲谱多为手写，并没有印刷。
Karl von Morzin公爵不久出现财政困难，于是不得不解散乐队。但很快海顿就在1761年在埃斯特哈齐（Esterházy）家族找到了一个类似的副乐长位置。埃斯特哈齐家族在当时的神聖羅馬帝国地位显赫。后来乐队的老乐长Gregor Werner在1766年去世，海顿升任正职。

### 埃斯特哈齐时期

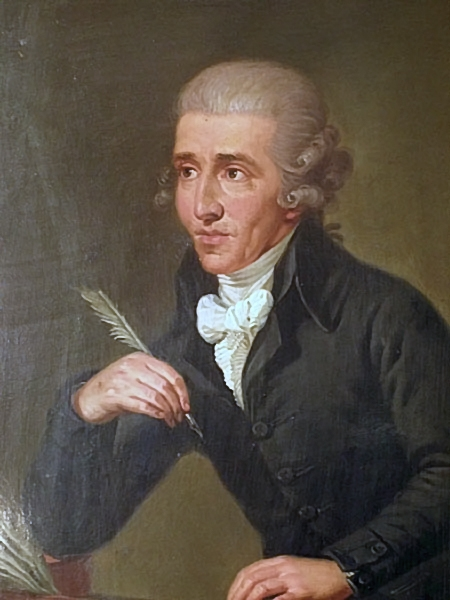
海顿肖像，Ludwig Guttenbrunn绘于约1770年

作为身穿制服并拥有官衔的宫廷乐长，海顿跟随这个家族住过三个地方距离维也纳约50公里的艾森施塔特，维也纳冬宫，以及一个叫做埃斯特哈希宫的新城堡。这座城堡于1760年在匈牙利地界修建。海顿当时的职责主要是作曲，领导合唱团，为宫廷成员演奏室内乐，以及组织歌剧创作。尽管众多职责在身，海顿感觉很充实和快乐。埃斯特哈齐的王公们（先是保罗二世（Paul Anton），然后是尼古劳斯一世（Nikolaus I））都很懂音乐，欣赏海顿的工作并给他创造必要条件使其才能得以展现。他们每天都去听合唱团的演出。

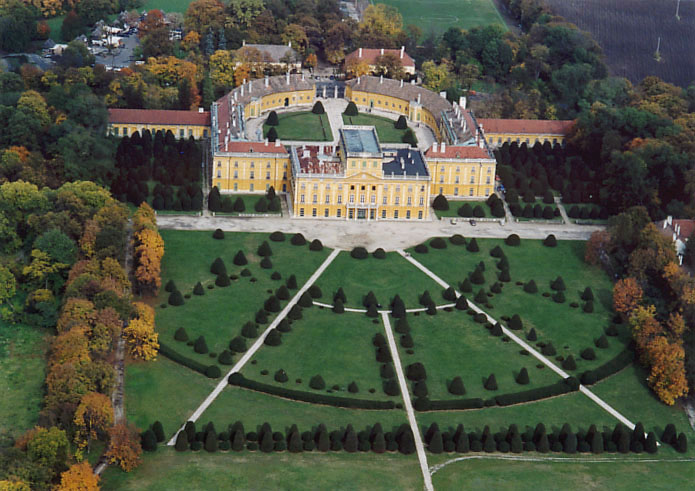
埃斯特哈希宫全景

1760年，在拥有一份稳定乐长工作后，海顿与玛丽亚·安娜·凯勒结婚，但婚后感情不好。玛丽亚无法生育让海顿很失望。有传闻他与同是埃斯特哈齐乐团的歌唱演员Luigia Polzelli有染，并是她的儿子Anton的生父，但由於沒有足夠的證據或文獻，因此此說法一直存疑。
海顿在埃斯特哈齐三十多年担任乐长期间，不但创作出大量音乐作品，风格也不断有所创新，而且名声在外。逐渐地开始不但为雇主，也为公众写曲。这期间他的著名作品如《巴黎交响曲》（1785–1786）和最早为合唱版本的《临终七言》就应国外邀请而作。
1781年，海顿和莫扎特成为好朋友，他比莫扎特大24岁。两人经常一起演奏弦乐四重奏。从那时起他对莫扎特之后的作品留下来很深的影响。海顿在那时已经停止创作歌剧和交响乐，而这正是莫扎特的强项。莫扎特为此特意写了首四重奏，以配合海顿刚刚完成的Op.33系列。莫扎特将这首作品献给了海顿。
海顿于1785年2月11日加入共济会所Zur wahren Eintracht。莫扎特未能参加他的入会仪式，因为当天他必须出席他父亲列奥波德·莫扎特的音乐会。莫扎特也是共济会成员。正是这种关系更加加深了海顿和莫扎特之间的深厚友情。

### 独立音乐人
1790年尼古劳斯大公去世，他的继承人没有丝毫的音乐品味，因此解散了宫廷乐队并让海顿退休。海顿随后接受了德国音乐经理人约翰·彼得·所罗门的邀请前往伦敦，加入他新组建的交响乐团及合唱团。
这两次出行（分别于1791年到1792年和1794年到1795年）取得了极大的成功。听众为看海顿的演出蜂拥而来，使海顿名利双收。在伦敦期间，海顿还完成了一些他的重要作品，如交响乐鼓声、军队、伦敦、骑士四重奏和吉普赛人三重奏。
海顿曾经考虑加入英国籍并在那里长期生活，但未能如愿。他回到维也纳，盖了新房，并改变其作曲风格，开始写气势宏大的合唱和交响乐作品。他完成了神劇“创世纪”和“四季”的创作，并为埃斯特哈齐家族写了六首教堂乐作品。埃斯特哈齐家族那时的王子很喜欢音乐。海顿还完成了他的弦乐四重奏系列的最后九首，如《皇帝》四重奏、《五度》四重奏和《日出》等。尽管海顿已经不年轻，他还是对未来充满憧憬。在一封信中他写道：“在这美妙的艺术中还有那么多要做啊！”。
1802年，海顿感觉到一种多年困扰他的疾病开始恶化，以至于他身体上已经不能继续作曲创作。这对海顿来讲无疑是一次重创：正如他自己所说，有如此多的新鲜的音乐创意，如潮水般源源涌来，等着他去完成。
尽管海顿在最后的几年里被仆人精心照顾，经常有人登门造访，并得到了许多荣誉，但这绝不是他最快乐的时光。在生病期间，他经常靠弹奏奥地利帝皇颂（Österreichische Kaiserhymnen）来寻找精神安慰。这首曲子是他1797年以一个爱国者的热情创作的。
海顿在拿破崙攻陷维也纳后不久去世。他最后的遗言，竟是在邻居遭到炮轰后他安慰仆人们不要害怕。

## 評價

### 音乐特点
海顿音乐的最主要的特点是把细微简单的音乐主题扩展成宏大的结构。他的音乐通常浓烈饱满，在一个乐章中的关键情节经常迅速展开。
他的很多作品的结构原理遵循奏鸣曲式，它的主要组成部分 － 在海顿的作品裡 － 如下：
- 呈示部：音乐内容开始部分的呈现，紧接着向属音的转调（音乐的紧张程度开始升级），然后是属音的终止。海顿风格的呈现部分与莫扎特和贝多芬的不同之处在于，他常常不需要一个对比的“第二主题”来达到属音，而是重复已展开的主题(或其变奏)。

- 發展部：音乐内容通过迥然不同调式的转变被重组，转换以及分解。通常会在短音阶平行调达到一个高潮。

- 再现部：呈示部的内容被重新呈现，但主要在主音调上。通常这种重复包含着一个“二次展开”，以此达到变调到属音的效果。这个二次展开通常在下属音发展。与莫扎特和贝多芬不同，海顿经常在再现部将主题的顺序打乱。

海顿的作曲实践也影响了莫扎特和贝多芬。贝多芬的初期作品经常是以冗长松散的奏鸣式展开，但紧接着在他所谓的“中期”运用了海顿的方法，这就是在十分简单的基调上逐渐发展出高度有机的音乐结构。
也许海顿不同于其他作曲家的另一个特点就是他在曲子里加入的幽默。最有名的例子是第94号交响曲《mit dem Paukenschlag》突然响起的和音。还有更有意思的：在四重奏Op. 33 Nr. 2 和 Op. 50 Nr. 3 的假结束以及他在Op. 50 Nr. 1 platzierte故意放进的那些古怪的周期性的幻觉。

### 海顿风格的演变
海顿的早期作品写自于晚巴洛克风格（巴赫和亨德尔的音乐就是这种风格）过时之际，当时的海顿还没能写出使用新式语言的有分量的作品。那是一个学习和风格不稳定的时期，而海顿（在18歲時巴赫去世）本身就是一个当代音乐研究者。海顿也承认巴赫的次子、前辈卡尔·菲利普·艾曼纽尔·巴赫对自己的作品影响很大。
细心分析海顿创作的1749到1802这50年，可以看出海顿的作品逐渐开始变得复杂和细腻，这是海顿从自己的经验和同侪中得到的。其中一些作品是他风格演化的里程碑。
1760年末1770年初，海顿进入所谓的狂飙运动时期，作品充满尖锐的和弦，突兀的转句，少见的小调和声。35到55号之间的交响曲大都是这样的作品。这段时间海顿专心研究对位法，并尝试写赋格，不过这种赋格和巴赫的赋格作品不大相干，而是源於意大利的维也纳传统赋格，例子就是写於1772年的六首“太阳”弦乐四重奏Op. 20的终乐章。
1781年，海顿发表了6首弦乐四重奏Op. 33，并敬告听众，这将是一批“全新的、另类的”作品。Charles Rosen曾经说过，这并不是炒做，而是认真的。他指出了许多在这些作品里体现的海顿作曲风格的重要进步。
比如乐句之间流畅的过渡、后句的主调非常自然的不间断地从前句衍生出来、娴熟的将陪衬部分从主调部分发展出来，以及注重所有乐器保持其完整性（也就是贝多芬所所说的“obligates Accompagnement”)。这些里程碑式的风格转变影响到海顿其后创作的很多四重奏作品。
从1781年及1782年起，海顿开始经常与莫扎特切磋技艺。两位音乐巨匠惺惺相惜，友情不断加深。在音乐界有海顿的前莫扎特和后莫扎特时代的定义。
在18世纪90年代，由英国之旅的激发，海顿发展出所谓的“大众风格”，就是迎合广大听众口味而导致空前的巨大成功，但又不乏学院派的严谨的风格。海顿借鉴了奥地利和克罗地亚的民间音乐素材，并将其融合到作品中。民乐的作用在于加强了作品的稳定性，尤其在结构宏大的作品中作用尤为突出。在其后期作品中人们经常能品位到海顿的这种大众风格，比如12首倫敦交響曲和其后来的两出清唱剧的钢琴三重奏。

## 影響

### 学生
- Marianne von Auenbrugger
- 路德维希·凡·贝多芬
- Johann Georg Distler
- Peter Hänsel
- 伊格纳兹·普莱耶尔

## 作品列表
海顿被公认为交响曲和弦乐四重奏之父，并且是钢琴协奏曲和钢琴三重奏的开创者。尽管一些早期古典派如卡尔·菲利普·埃曼努埃尔·巴赫（约翰·塞巴斯蒂安·巴赫的儿子）之于钢琴协奏曲，以及约翰·克里斯蒂安·巴赫（同是约翰·塞巴斯蒂安·巴赫的儿子）和雷欧波得·莫札特（莫扎特的父亲）之于交响曲，都有重要的贡献，但海顿的地位是无人可及的。
另外海顿将奏鸣曲式从原来的简单的“两段式”改进成为一种精巧灵活的风格。海顿还发明了奏鸣回旋曲式，一种带有两个主题的曲式。他还是第一个将赋格和对位法引进古典音乐的杰出作曲家。
海顿是弦樂四重奏《皇帝》的作曲者，因此也是奧匈帝國國歌《帝皇頌》、奧地利第一共和國國歌《永久的祝福》和德国国歌《德意志之歌》的作曲者。

## 錄音推薦
- 艾伦·柯蒂斯。Alan Curtis. Joseph Haydn. Keyboard Sonatas. 安顿·瓦尔特 1796, 尚茨钢琴 1790
- 罗纳德·布劳提甘（Ronald Brautigam）与拉尔斯·乌尔里克·莫腾森（Lars Ulrik Mortensen）的哥本哈根协奏曲。 Joseph Haydn Concertos. 安顿·瓦尔特 (保罗·麦克诺提)
- 罗伯特·莱文 (Robert Levin) 与维拉·贝丝 (Vera Beths) 和安纳·拜尔斯玛 (Anner Bylsma)。Joseph Haydn. The Last 4 Piano Trios: H 15 no 27-30 . 安顿·瓦尔特 (保罗·麦克诺提)
- 安德烈亚斯·斯泰尔。Andreas Staier. Joseph Haydn. Sonatas and Variations. 安顿·瓦尔特 (克里斯托弗·克拉克)
- 乔斯·范·伊默西尔。Jos van Immerseel. Wolfgang Amadeus Mozart, Joseph Haydn. Fortepiano Sonatas. 安顿·瓦尔特 (克里斯托弗·克拉克)
- The Angeles String Quartet. . Philips Classics. 2000. Barcode 028946465028.
- Doráti Antal. . Decca.

## 軼事
- 海顿使用过的一架“Anton Walter in Wien”古钢琴现陈列在艾森施塔特的海顿之家。[5]1788年海顿在维也纳购买了一架由温策尔·尚茨（Wenzel Schantz）制造的古钢琴。[6]  在海顿第一次访问伦敦时，英国钢琴制造家约翰·布洛德伍德为他提供了一架演奏用三角钢琴。[6]
- 海顿被葬在Hundsturmer墓地（现在的海顿公园，维也纳Meidling）。而埃斯特哈齐家族对此竟然不闻不问。直到后来von Cambridge公爵和大公尼古劳斯二世说起， 才华横溢的海顿曾在他家做过多年的乐长，他在1820年决定把海顿的坟迁到艾森施塔特的海顿教堂。当海顿的棺材被打开时，人们发现头颅不见了。后来调查发现，埃斯特哈齐大公的秘书——Joseph Carl Rosenbaum，是当时头骨学者Franz Joseph Gall的崇拜者。他买通了监狱管理人和其他两个公务员，在海顿下葬八天后，把棺材打开，偷走了头颅。因为当时找不到被盗的头骨，人们只能将无头的遗体运到艾森施塔特下葬。后来监狱管理人Johann Peter交给警察一个所谓的海顿头骨，但真的头骨在秘书Rosenbaum那里。他让好友Peter将头骨转交音乐学院。但直到Peter死也没有完成这个任务。Peter的遗孀还是没有做到。头骨后来经过多人的手，直到1895年被维也纳音乐家之友协会收藏在它的博物馆里直到1953年。又几经波折，终于在1954年头骨从维也纳被运到艾森施塔特与身体合为一体，经历了145年，海顿总算是有了全尸。
- 海顿非常幽默，喜欢开玩笑，他的幽默不仅体现在他的恶作剧嗜好，人们还可以从他的音乐作品中体会到。在他同时代人中，海顿是出了名的善解人意和乐观。埃斯特哈齐乐队的人都特别尊敬他，因为他总能创造和谐的工作气氛，并且为争取手下人的利益敢于出头与雇主交涉。
- 海顿是虔诚的天主教徒，在他作曲不顺时，会念《玫瑰经》祈祷，似乎很灵验。在他完成一首曲后，总是在手稿的结尾写上“赞美上帝”之类的句子。
- 海顿个子不高。和当时许多人一样，他得过天花，脸上留下了许多疤痕。他人不漂亮，难怪在伦敦那么多女乐迷追捧他时，海顿简直是受宠若惊了。不同的肖像画家为他画像时，都着重表现他的人格魅力，而尽量避免写实他的丑陋的外貌。结果任何两张他的肖像都不相象。
- 海顿最钟情的业余爱好是打猎和钓鱼。

## 外部連結
- 约瑟夫·海顿的免费乐谱，由国际乐谱典藏计划提供
- Musopen项目上的约瑟夫·海顿
- 公有領域聲樂檔案館上约瑟夫·海顿的作品
- 乌托邦计划（英语：Mutopia Project）上多种格式的约瑟夫·海顿免费乐谱 （页面存档备份，存于）（英文）
- Kreusch Sheet Music上的约瑟夫·海顿免费乐谱（英文）
- 约瑟夫·海顿的作品  - 古騰堡計劃
- 互联网档案馆中约瑟夫·海顿的作品或与之相关的作品
- Kunst der Fuge上的约瑟夫·海顿作品MIDI文件 （页面存档备份，存于）（英文）
- Classical Archives上约瑟夫·海顿的页面 （页面存档备份，存于）（英文）
- 大英图书馆声音档案（英语：British Library Sound Archive）上约瑟夫·海顿的页面 （页面存档备份，存于）（英文）